# Aplastodiscus ibirapitanga
Aplastodiscus ibiripitanga es una especie de anfibios de la familia Hylidae.
es endémica de Brasil.
Sus hábitats naturales incluyen bosques tropicales o subtropicales secos y a baja altitud, ríos, marismas intermitentes de agua dulce, jardines rurales y zonas previamente boscosas ahora muy degradadas.